# Busachi
Busachi (Busache in sardo) è un comune italiano di 1 113 abitanti della provincia di Oristano in Sardegna.

## Geografia fisica
È situato a un'altezza media di 379 m. sul livello del mare, con punte di 416 m. nella sua parte più alta. Tra la parte alta e la parte bassa di Busachi ci sono quasi 80 metri di differenza, avendo la parte più bassa, nella zona ovest del paese, un'altitudine di 340 m.
Il territorio di Busachi confina con i seguenti comuni: a nord Ula Tirso, il comune più vicino, situato a 2,7 km, a est Ortueri, situato a circa 11 km, a sud-est Samugheo, a circa 12 km, a sud Allai, circa 10 km di distanza, a sud-ovest Fordongianus, distante 12 km, e a nord-ovest Ghilarza, a 16 km.

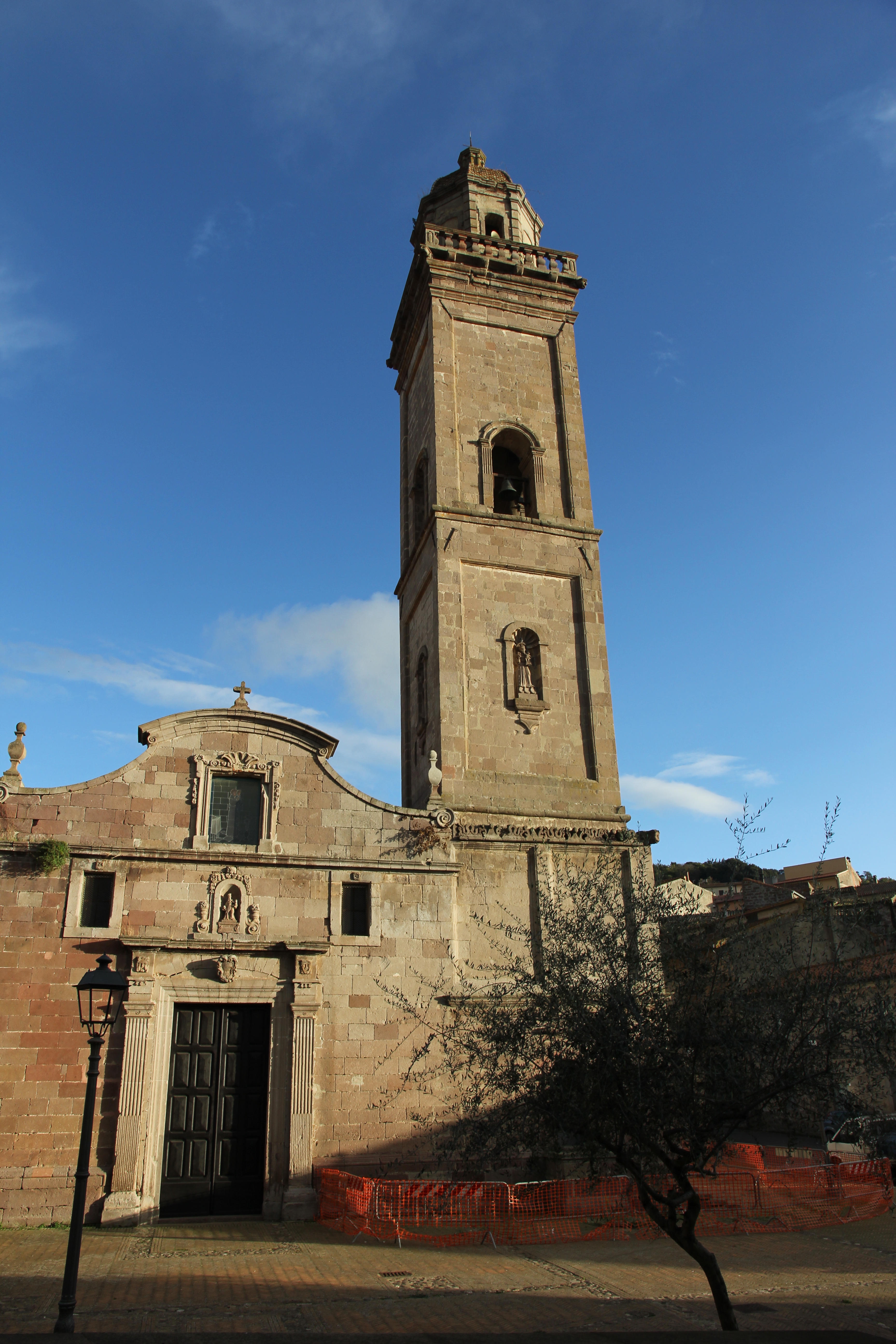
L'antica chiesa di Sant'Antonio

## Storia
Già area abitata durante il Neolitico e durante l'epoca nuragica per la presenza di numerose Domus de Janas e di alcuni nuraghi, in epoca medievale appartenne al Giudicato di Arborea e fece parte della curatoria di Parte Barigadu, della quale fu capoluogo dopo Fordongianus. Alla caduta del giudicato (1420) entrò a far parte del Marchesato di Oristano, ed alla definitiva sconfitta degli arborensi (1478) divenne un feudo sotto gli aragonesi. Nel territorio sorgeva la villa di Moddaminis, appartenente alla stessa curatoria, che andò distrutta in epoca aragonese, e di cui resta la chiesa gotica di Santa Susanna, consacrata nel 1349. Nel 1790 il paese formò un marchesato, concesso a Donna Teresa Deliperi; successivamente passò ai Leda Manca, ai quali venne riscattato nel 1839 con la soppressione del sistema feudale.

### Simboli
Lo stemma e il gonfalone del comune di Busachi sono stati concessi con decreto del presidente della Repubblica del 6 ottobre 2003.
Il gonfalone è un drappo partito di rosso e di bianco.

## Monumenti e luoghi d'interesse
- chiesa di Sant'Antonio da Padova
- chiesa di San Bernardino
- novenario di Santa Susanna
- monastero di Collegiu

## Società

### Evoluzione demografica
Abitanti censiti

La variante del sardo parlata a Busachi è riconducibile alla Limba de mesania.

## Cultura

### Musei
- Museo del costume e della tradizione del lino[7]

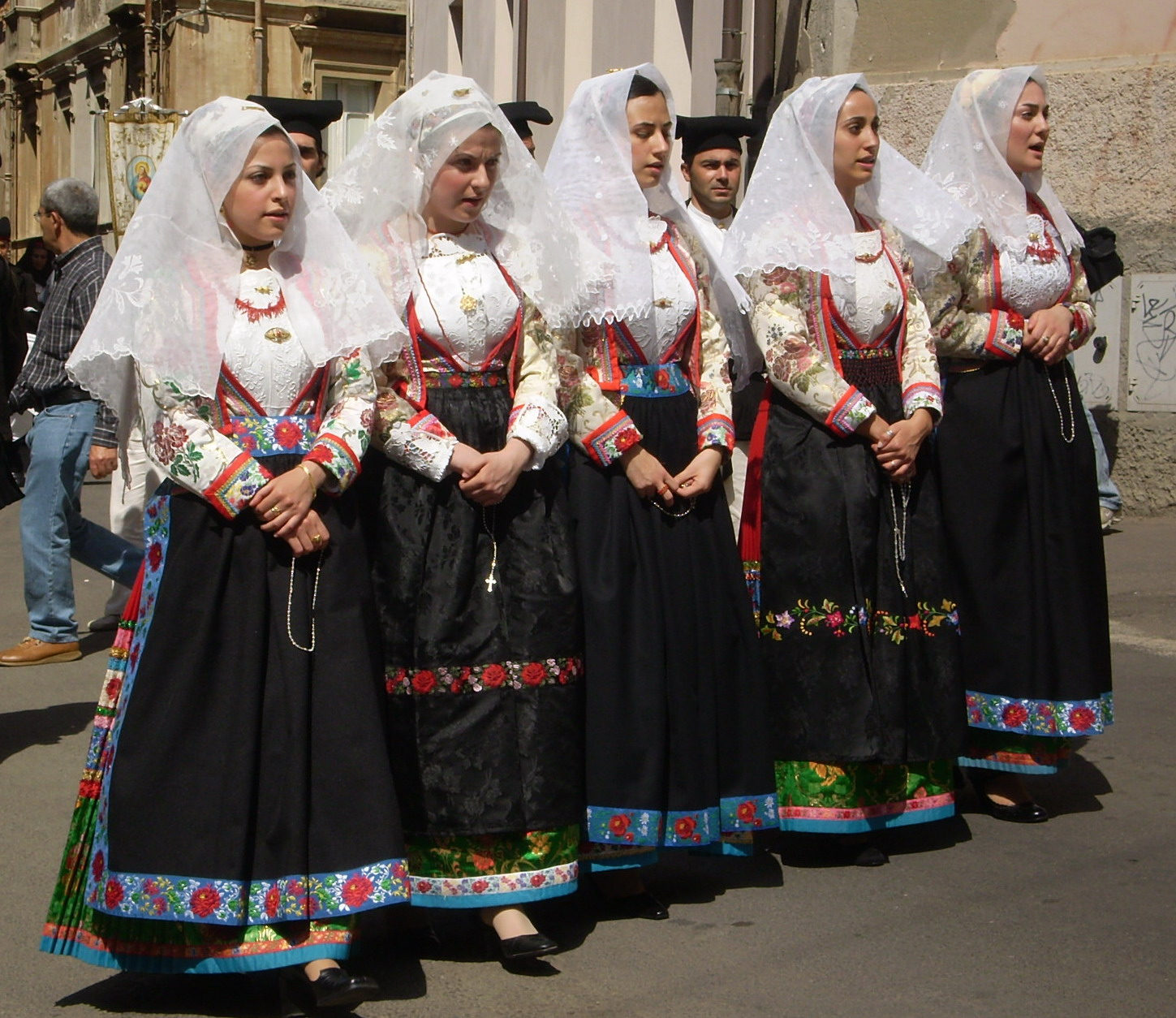
Costume femminile

### Eventi
Le feste principali di Busachi sono il santo patrono Sant'Antonio di Padova (13 giugno), San Bernardino (20 maggio), Santa Susanna (11 agosto, festeggiata nel novenario e chiesa campestre a lei dedicata) e Sant'Antonio Abate (16 gennaio, festeggiato con le tradizionali tuvas come in altri paesi del circondario e della zona nord-est della provincia di Oristano).
Una festività molto sentita è rappresentata dalla Pasqua con i riti della Settimana Santa, tra cui s'iscravamentu di origine catalana (la deposizione di Cristo dalla croce), mentre un'altra festa popolare spesso celebrata è il carnevale.

## Geografia antropica
Il paese è diviso in tre parti principali: Busach'e susu (di su),  Busach'e josso (di giù) e  Campu Majore. Oltre a queste tre zone principali troviamo a Busachi diversi rioni (orrugas) minori o piazze con nomi storici che, procedendo da ovest verso est, sono: Giollantine, S'Iscalledda, Lìgios, Su Pregollu, Montigu, Sa Concia, Lados, Patz'e Funtana, Triullore, sa 'Ia Noa, Patz'e Cuateri, Collegiu, Concone, Patz'e Crèsia, Cogode, Patz'e Cote, Bingia 'e Putzu, (su ponte 'e) Sas Nughes, Bingia 'e Cunventu, Sas Codinas, Patz'e Sas Mèndulas, Sa Rughita. Appena fuori dal centro abitato troviamo tra gli altri:  Mitza Losa (nome di una fonte in una zona all'estremità nord-ovest del paese, pronunciato dagli abitanti come "Nintzallosso"; la parola mitza è di origina punica e significa appunto sorgente, fonte, mentre losa è una parola spagnola di origine latina e prima ancora celtica-ispanica che significa lastra di pietra), Santa Maria, Santu Perdu.

## Amministrazione
| Periodo         | Periodo         | Primo cittadino | Partito                                                           | Carica  | Note |
| --------------- | --------------- | --------------- | ----------------------------------------------------------------- | ------- | ---- |
| 30 maggio 2010  | .               | Giovanni Orrù   |                                                                   | Sindaco |      |
| 31 maggio 2015  | 26 ottobre 2020 | Giovanni Orrù   | Lista civica "Per il bene di tutti"                               | Sindaco |      |
| 26 ottobre 2020 | in carica       | Giovanni Orrù   | Lista civica "Continuità onestà trasparenza per il bene di tutti" | Sindaco |      |